# کریوا رکا (بروس)
کریوا رکا (به صربی: Kriva Reka) یک منطقهٔ مسکونی در صربستان است که در بروس واقع شده‌است.